# Tom & Thomas - Un solo destino
Tom & Thomas - Un solo destino (Tom & Thomas) è un film del 2002 diretto da Esmé Lammers.
Il film, di produzione britannica, è stato distribuito a partire dal 24 gennaio 2002con l'uscita nei Paesi Bassi.
Sia Tom che Thomas sono interpretati da Aaron Johnson, mentre nel cast che comprende anche Sean Bean, è presente anche la sorella maggiore dello stesso Johnson, Gemma.

## Trama
Paul Sheppard è un premuroso padre single adottivo di uno di due gemelli identici separati alla nascita.
Dopo la fuga dal collegio, in cui veniva maltrattato, Tom incontra il fratello Thomas, che invece di rivelare l'esistenza di Tom nasconde tutto al padre. Mentre i due fratelli scoprono che Tom è molto bravo in geografia, Thomas ne approfitta nel migliorare in questa materia. Mentre i fratelli scoprono che il collegio da cui era fuggito Tom era oggetto di contrabbando, Thomas viene preso e portato all'istituto perché scambiato per Tom. Il ragazzo viene addirittura anestetizzato prima che un tirapiedi del direttore del collegio lo porti su un aereo chiudendolo in una scatola. Tuttavia grazie all'intervento di Tom, Thomas viene soccorso.
Alla fine i due fratelli restano insieme e vivono con il signor Paul.

## Riprese
Il film è stato girato sui seguenti luoghi:
- Southbank Centre, nella scena in cui i due ragazzi fanno finta di lanciare palle di neve.
- Notting Hill, in cui Sean Bean e Aaron Johnson salgono in macchina.
- Haarlem, dove sono state girate le scene della scuola.
- Amstelveen, dove Tom e Thomas ottengoono la loro giacca e maglione.
- Hotel Amsterdam RAI, trasformato nell'Aeroporto di Londra-Heathrow.
- Noordwijk, per le scene del museo.
- Gand, per le scene dell'orfanotrofio.
- Aeroporto di Schiphol, dove Transavia ha permesso di utilizzare i loro hangar.